# Inge Misschaert
Inge Misschaert (Sint-Andries,5 januari 1974) is een Belgische schrijver van kinderboeken.

## Leven
Inge Misschaert groeide op in Kortrijk. Als kind las ze veel en schreef toen haar eerste verhalen. Ze studeerde Germaanse talen in Kortrijk en Leuven. Toen ze in Leuven het vak over kinder- en jeugdliteratuur volgde, herontdekte ze haar passie voor jeugdboeken en begon ze opnieuw te schrijven. Ze geeft halftijds Nederlands en Duits in een middelbare school. De andere helft van de tijd schrijft ze.

## Werk
Misschaert begint haar carrière als jeugdauteur met een aantal Vlaamse Filmpjes. In 2003 verscheen haar eerste verhaal, De opa-rovers. Later volgden De kleine clown en Maboel. Haar eerste jeugdboek, Bioboy, verscheen in 2007. Het vertelt het verhaal over Floris die strijdt tegen het kappen van een plaatselijk bos en verschijnt in een reeks die zich richt tot aarzelende lezers.
Het oeuvre van Misschaert is verscheiden: ze schrijft verhalen voor jongeren (Bioboy, De pompoenmoorden), kinderboeken (Finn, of hoe de zomer naar gras rook), prentenboeken (Balthazar, de eenzaamste ezel ooit), boeken voor eerste lezers (De vlieger) en informatieve boeken voor jonge kinderen (Een boekje tuin).
Misschaert schrijft vaak over realistische en hedendaagse onderwerpen. Dat is geheim! gaat over vriendschap, misverstanden en ruzie, Gekke kleren over opgroeien in een onconventioneel gezin, Balthazar, de eenzaamste ezel ooit over eenzaamheid en dood. Haar personages zijn herkenbare kinderen en jongeren, die leven in de wereld van vandaag. De stijl van Misschaert is vlot en meeslepend. Tegelijk krijgen afzonderlijke boeken een heel eigen karakter. Zo is De pompoenmoorden een spannende detective, neemt in Gekke kleren de humor de overhand, en zijn Finn, of hoe de zomer naar gras rook en Balthazar, de eenzaamste ezel ooit veeleer mysterieus en filosofisch getint.
In 2007 en 2009 won ze de John Flandersprijs voor het beste Vlaamse Filmpje. Balthazar, de eenzaamste ezel ooit haalt de longlist van de Gouden Uil Jeugdliteratuur 2010.

## Bekroningen
- 2007: John Flandersprijs voor Mijn zus is een draak
- 2009: John Flandersprijs voor In de hemel bestaat Sinterklaas / Ragnarök

- Digitale Bibliotheek voor de Nederlandse Letteren: miss013
- Gemeinsame Normdatei: 1122764782
- International Standard Name Identifier: 0000 0003 6898 7860
- Nederlandse Thesaurus van Auteursnamen: 302510664
- Virtual International Authority File: 240016690